# Stobersreuth
Stobersreuth ist ein Gemeindeteil der Stadt Schwarzenbach an der Saale im Landkreis Hof (Oberfranken, Bayern). Vor der Eingemeindung nach Schwarzenbach an der Saale bildeten Stobersreuth und Fletschenreuth eine Gemeinde.

## Geographie
Das Dorf liegt an der Bundesstraße 289 zwischen Seulbitz und dem Hauptort Schwarzenbach an der Saale, knapp 2 km von Letzterem entfernt. Die Kreisstraße HO 10 führt nach Fletschenreuth.

## Geschichte
Ein Baudenkmal im Ort ist eine Türrahmung mit Oberlicht von 1799 in einem Wohnstallhaus (→ Liste der Baudenkmäler in Stobersreuth). Im Ort gibt es Spuren einer abgegangenen Turmhügelburg. Der Sitz gehörte um 1400 als Reichslehen einer Nebenlinie der Familie von Hirschberg, die sich „Stabensreuter“ nannten.
1317 wurde „Stabensgerute“ als Reichslehen der Grafen von Henneberg den Hirschbergern auf dem Rudolfstein übertragen. 1390 wurde das Dorf mit sechs Höfen urkundlich erwähnt, 1397 war auch die Familie von Kotzau im Ort begütert.
Der Schwarzenbacher Landschaftsmaler Anton Richter fertigte Bilder des Ortes und seiner Umgebung.

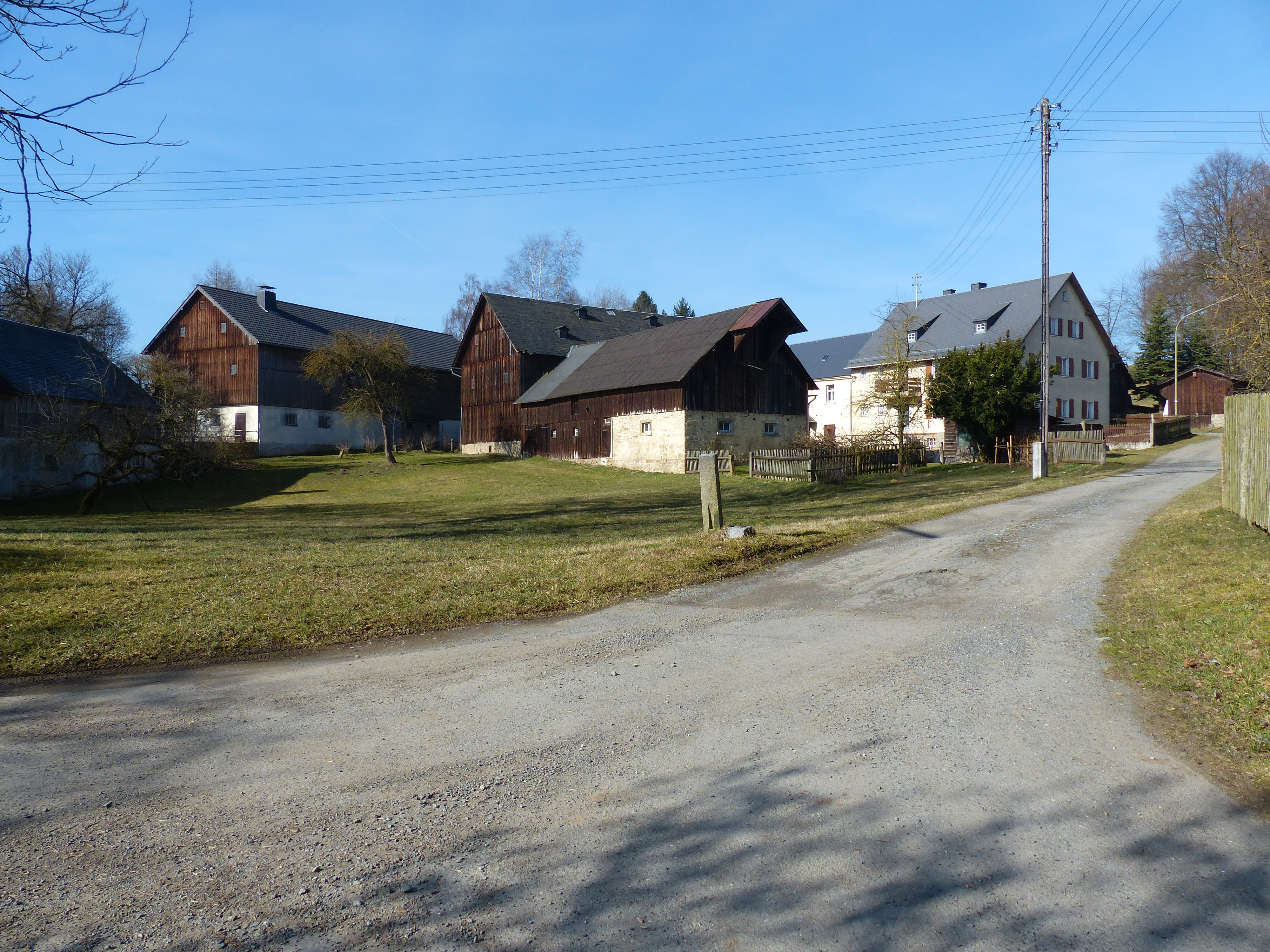
Ortsansicht
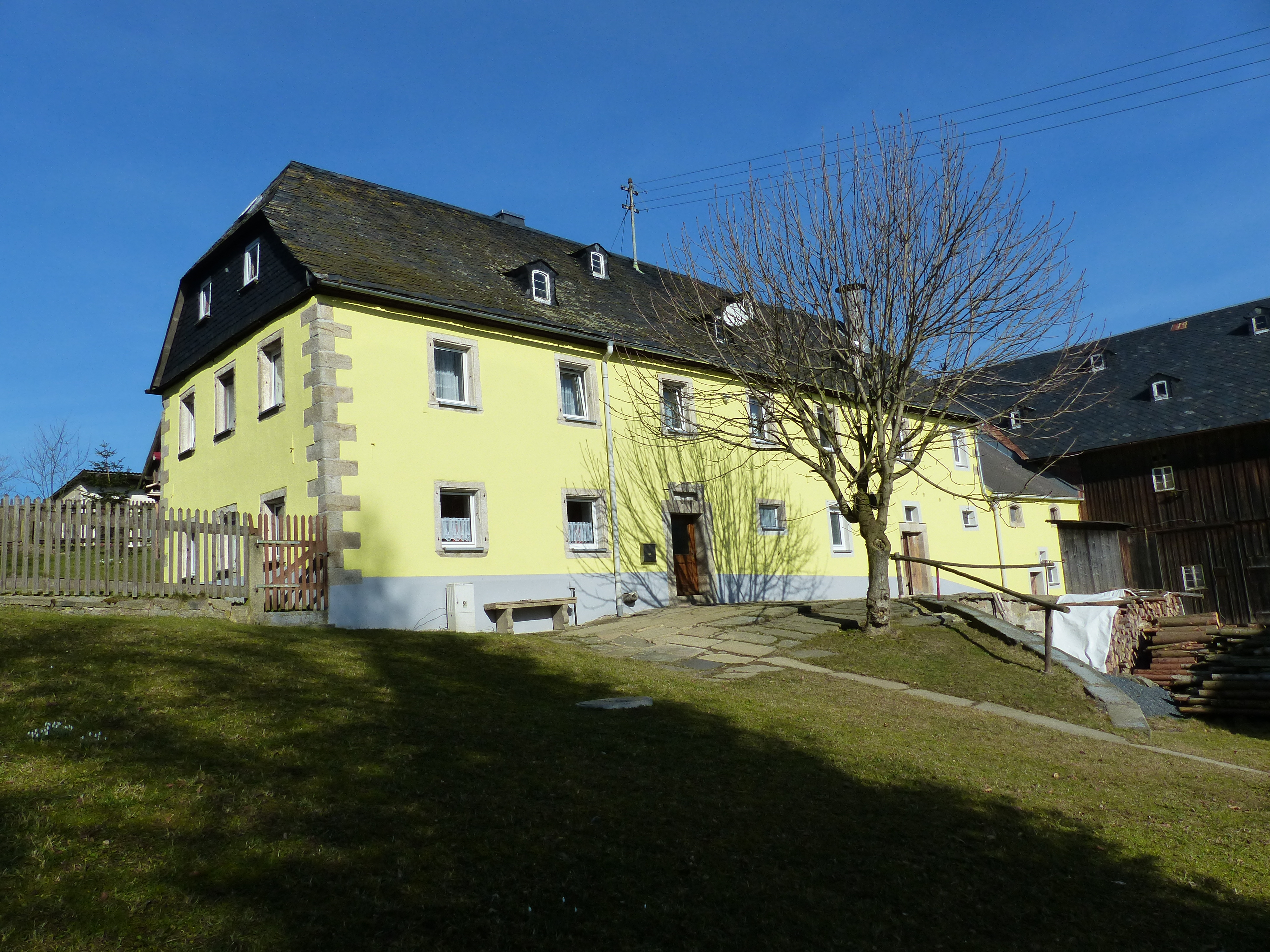
Wohnstallhaus
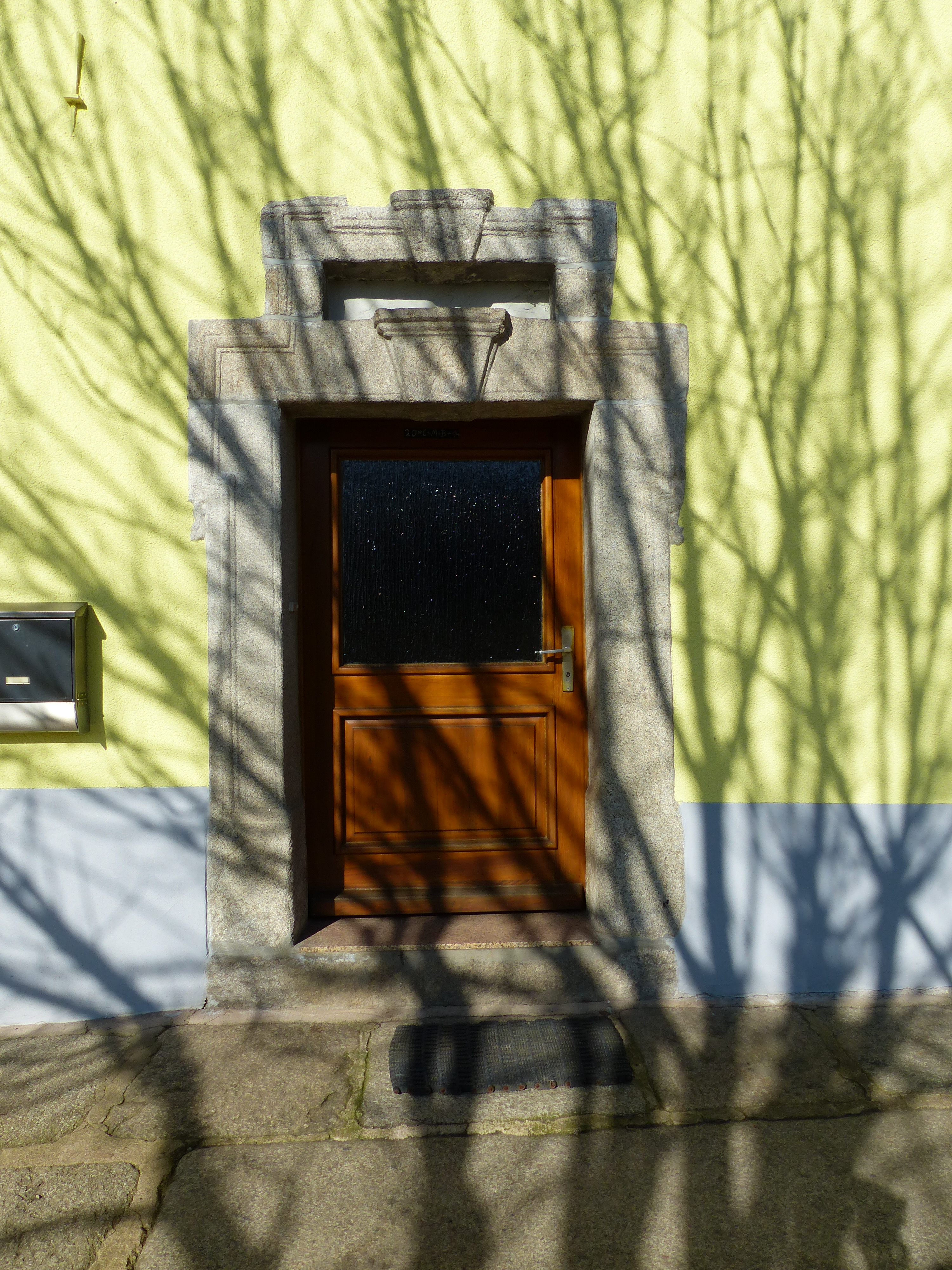
Türrahmung mit Oberlicht von 1799